# Basilique Notre-Dame-de-Boulogne
Ne doit pas être confondu avec Vierge de Boulogne.
La basilique Notre-Dame-de-Boulogne, aussi appelée Notre-Dame-de-Boulogne-la-Petite ou Notre-Dame-des-Menus, est la plus ancienne des quatre églises paroissiales de l’Église catholique dans la commune française de Boulogne-Billancourt. Elle est située au carrefour du boulevard Jean-Jaurès, de l'avenue Jean-Baptiste-Clément et de l'avenue Charles-de-Gaulle.
Elle dépend du diocèse de Nanterre et du doyenné de Boulogne.
Cette basilique fait l’objet d’un classement au titre des monuments historiques par la liste de 1862. Elle est élevée au rang de basilique mineure le dimanche 12 janvier 2025.

## Localisation
La basilique Notre-Dame-de-Boulogne est la plus ancienne des quatre églises paroissiales de l’Église catholique dans la commune française de Boulogne-Billancourt. Elle est située au carrefour du boulevard Jean-Jaurès, de l'avenue Jean-Baptiste-Clément et de l'avenue Charles-de-Gaulle.

## Contexte historique

### La ville de Boulogne-sur-Mer et sa statue miraculeuse

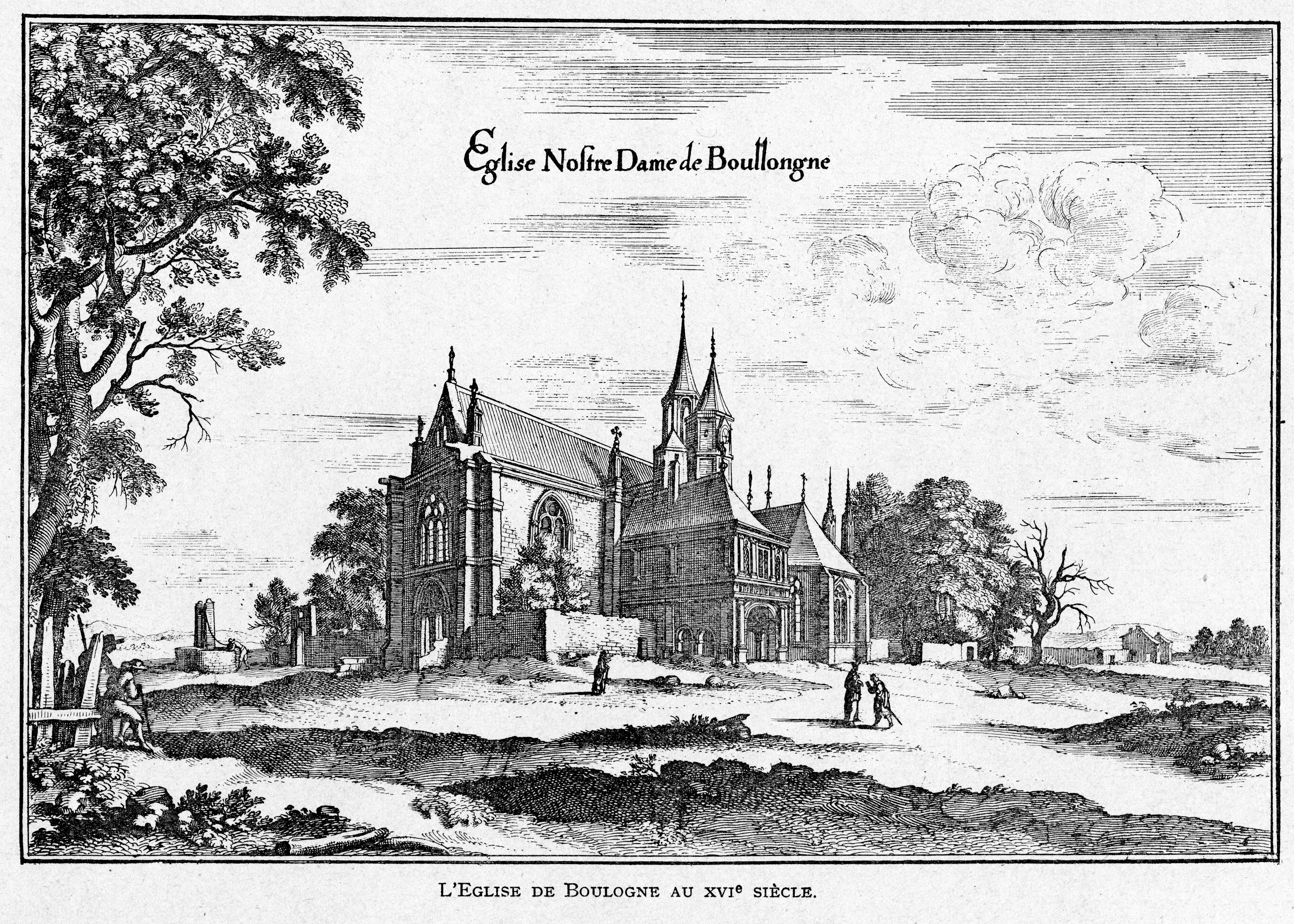
L'église au XVIe siècle.

En l'an 633, à Boulogne-sur-Mer, un bateau qui n'a ni voile ni équipage vient s'échouer sur les sables du port. La légende dit qu'au même instant, la Vierge Marie apparaît dans une chapelle de la ville haute, révélant aux fidèles la présence sur l'esquif d'une statue à son image et demande qu'elle soit amenée en ces lieux pour y ériger une nouvelle église en son honneur.
Les Boulonnais découvrent dans la barque une statue de bois représentant une Vierge à l'Enfant. Ainsi naquit un pèlerinage à Boulogne aussi important au Moyen Âge que le pèlerinage de Saint-Jacques-de-Compostelle.
En janvier 1308, Philippe IV le Bel se rendit à Boulogne-sur-Mer pour le mariage de sa fille, Isabelle de France, avec Édouard II d'Angleterre. La cérémonie fut célébrée dans le sanctuaire abritant la statue miraculeuse, à l'emplacement de l'actuelle basilique Notre-Dame-de-l'Immaculée-Conception.

### Retour du roi de France à Paris
De retour à Paris, le roi fit rechercher un terrain proche de la capitale et propice à l'édification d'une église dédiée à la Vierge, sur le modèle de celle de Boulogne-sur-Mer, pour y susciter un pèlerinage raccourci. Le roi ordonne au scelleur du Châtelet, Gérard de la Croix, de chercher un terrain pour édification d’une église dédiée à la Vierge et copiée sur celle de Boulogne-sur-Mer.
Le village des Menus-les-Saint-Cloud est choisi : la Seine s'y étalait comme un bras de mer. Philippe IV mort avant d'avoir pu édifier l'église, c'est Philippe V qui réalisa le vœu de son père. L'église Notre-Dame des Menus à Boulogne devint un lieu de pèlerinage qui assura l'expansion rapide du village. Son architecture devait rappeler celle de sa sœur aînée des bords de mer. Celle-ci, détruite, fut remplacée par la basilique contemporaine, un édifice plus grand bâti entre 1827 et 1866.

## Historique de la basilique

### Naissance de l'église Notre-Dame-de-Boulogne
Les premiers fondements de cette église remontent donc à 1319, sous le règne et par les ordres de Philippe le Long,. Le roi pose la première pierre de l’église qu’il dote d’une statue en argent doré, à l’image de la Vierge de Notre-Dame de Boulogne-sur-Mer.
À la demande du roi, le pape Jean XXII ordonne en 1330 à l'évêque de Paris Hugues II Michel de Besançon, d’ériger Notre-Dame des Menus en paroisse distincte d’Auteuil, de bénir la nouvelle église sous le vocable de Notre-Dame-de-Boulogne-la-Petite et d’y établir des fonts baptismaux et un cimetière.

### Révolution française
Après avoir été très protégé sous l'Ancien Régime, l'édifice fut mis à sac sous la Révolution, ses richesses pillées, dispersées ou fondues, son architecture et ses décors considérablement dégradés.

### Réhabilitation de l'édifice parNapoléonIII
L'empereur Napoléon III, soucieux de réhabiliter l'héritage de la monarchie, décida de relever la petite église. Sa restauration fut confiée en 1860 à l'architecte Eugène Millet, disciple de Viollet-le-Duc et de Labrouste, qui privilégia l'architecture religieuse du XIVe siècle, le gothique international.

### Élévation de l'église en basilique
Après avoir reçu l'accord de la Conférence des évêques de France, le diocèse de Nanterre entreprend des démarches auprès du Dicastère pour le culte divin et la discipline des sacrements en mars 2024, en vue de l'obtention de la distinction de basilique mineure réservée, selon le droit canonique, à des « églises remarquables par leur antiquité, leur célébrité, leur grandeur ou leur beauté ».
Étant un lieu de pèlerinage marial depuis des siècles, avec un rayonnement qui dépasse l'aire de la paroisse, Notre-Dame peut prétendre à la distinction selon le Vatican. Ainsi, le 12 janvier 2025, en présence du Nonce apostolique Celestino Migliore, l'église Notre-Dame-de-Boulogne est élevée au rang de basilique mineure, devenant ainsi la 17e en France et la première dans le diocèse de Nanterre,.

### Construction d'un oratoire pour les jeunes
En avril 2025 devait avoir lieu la canonisation du Bienheureux Carlo Acutis, premier Saint catholique de la génération Y.
Sa canonisation était prévue précisément le 27 avril 2025 à Rome, lors du Jubilé des adolescents qui devait se tenir en la cité du 25 au 27 avril 2025, mais la cérémonie a été reportée en raison de la mort du pape François, survenue le 21 avril 2025 et une nouvelle date sera définie après l'élection du nouveau pape Léon XIV.
Dans le même temps, le curé de la basilique qui veut donner un repère fort aux nombreux jeunes de la ville de Boulogne-Billancourt, constate que les travaux concernant l'oratoire en cours de construction avancent bien. Cet oratoire portera le nom de Carlo Acutis, surnommé « le geek de Dieu ». Le mobilier de l'oratoire est inspiré par Carlo, tel le tabernacle installé le 27 avril 2025, correspondant aussi au jour de la première messe dans l'oratoire.

## Identité ecclésiale
La basilique dépend du diocèse de Nanterre et du doyenné de Boulogne. Elle possède le statut de sanctuaire diocésain.

## Architecture
L'édifice religieux est restauré en 1860.
Il fait l'objet d’un classement au titre des monuments historiques par la liste de 1862.

## Galerie de photographies

Vues de l'église
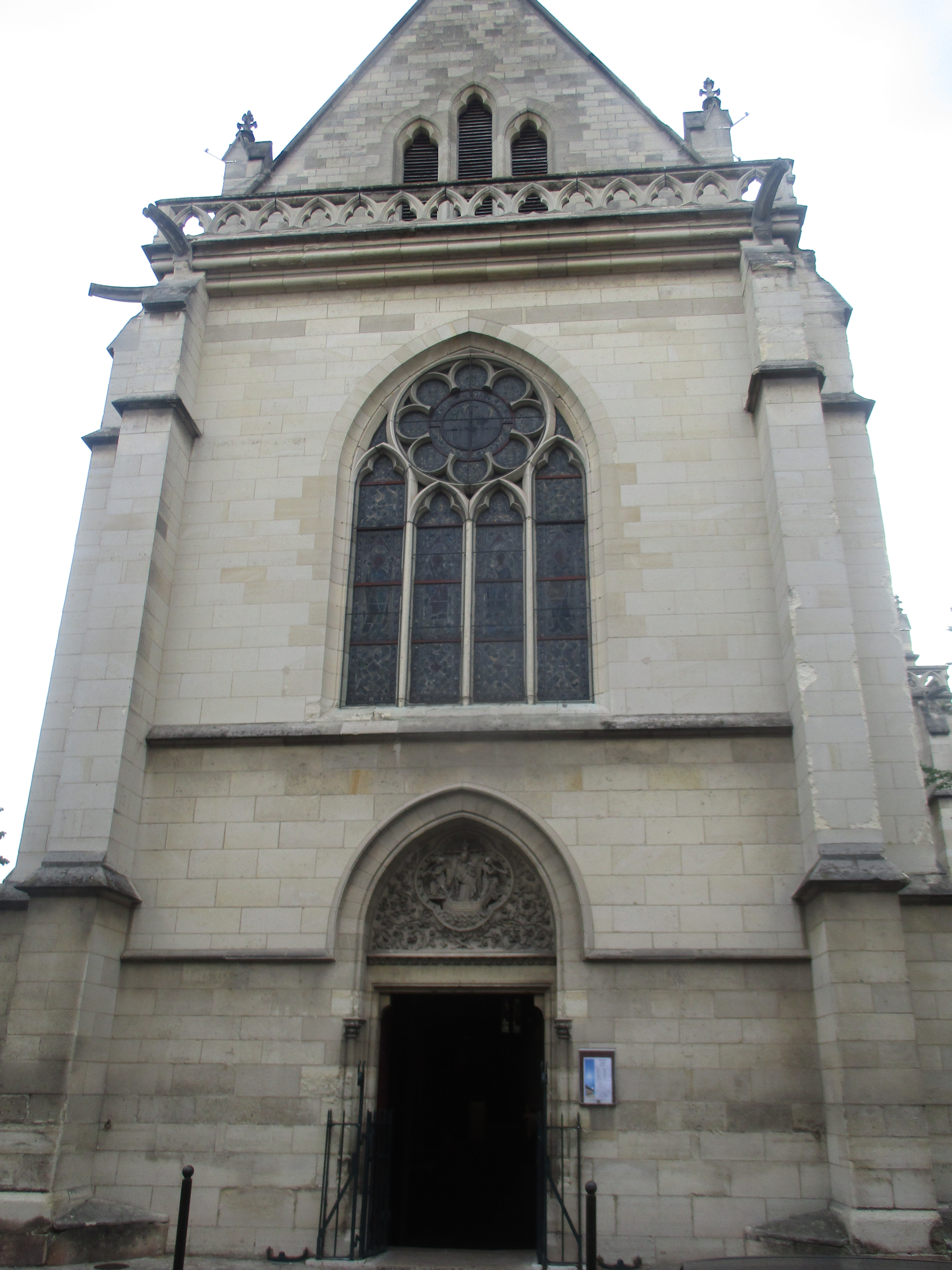
Façade.
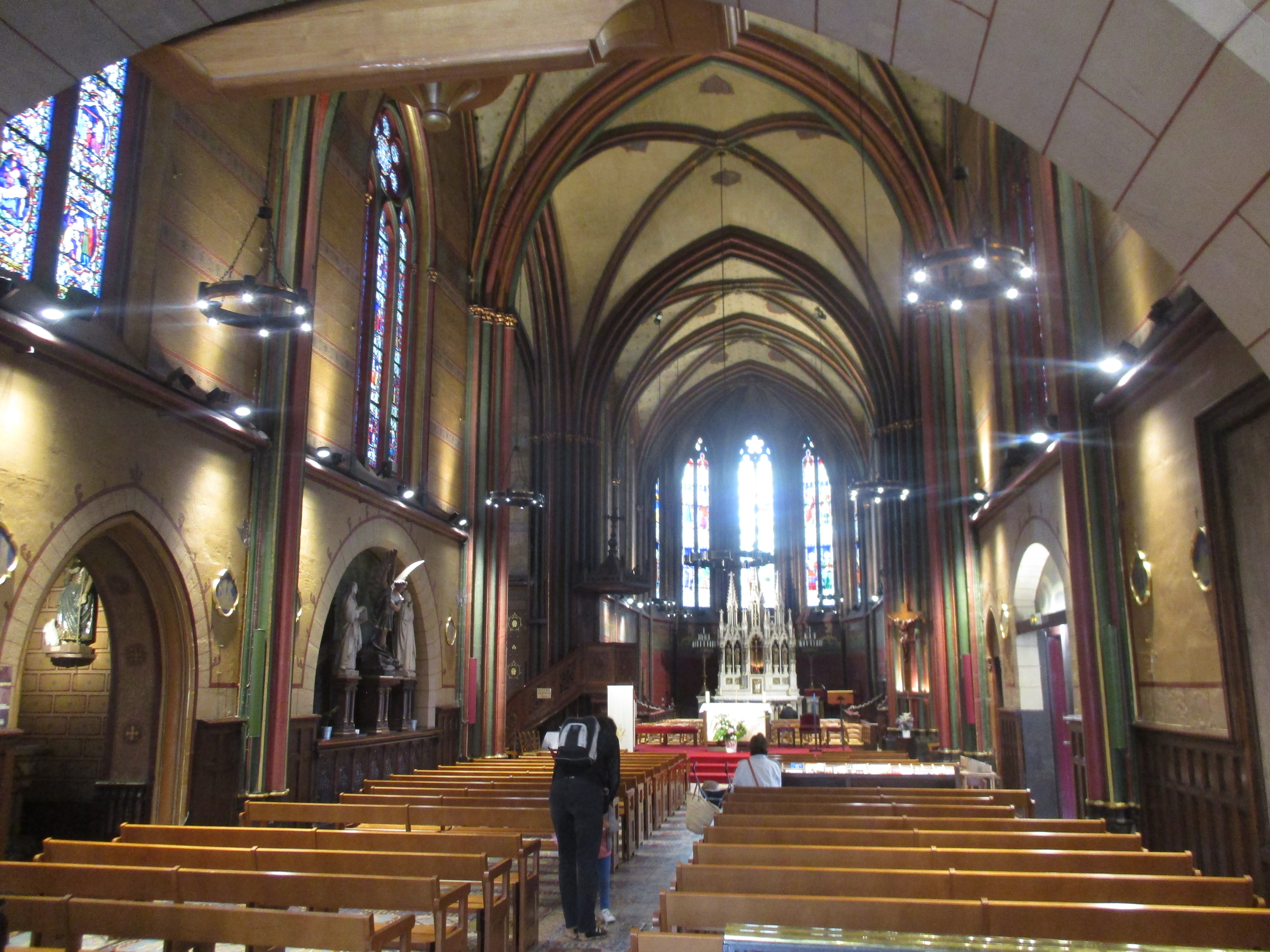
Nef.
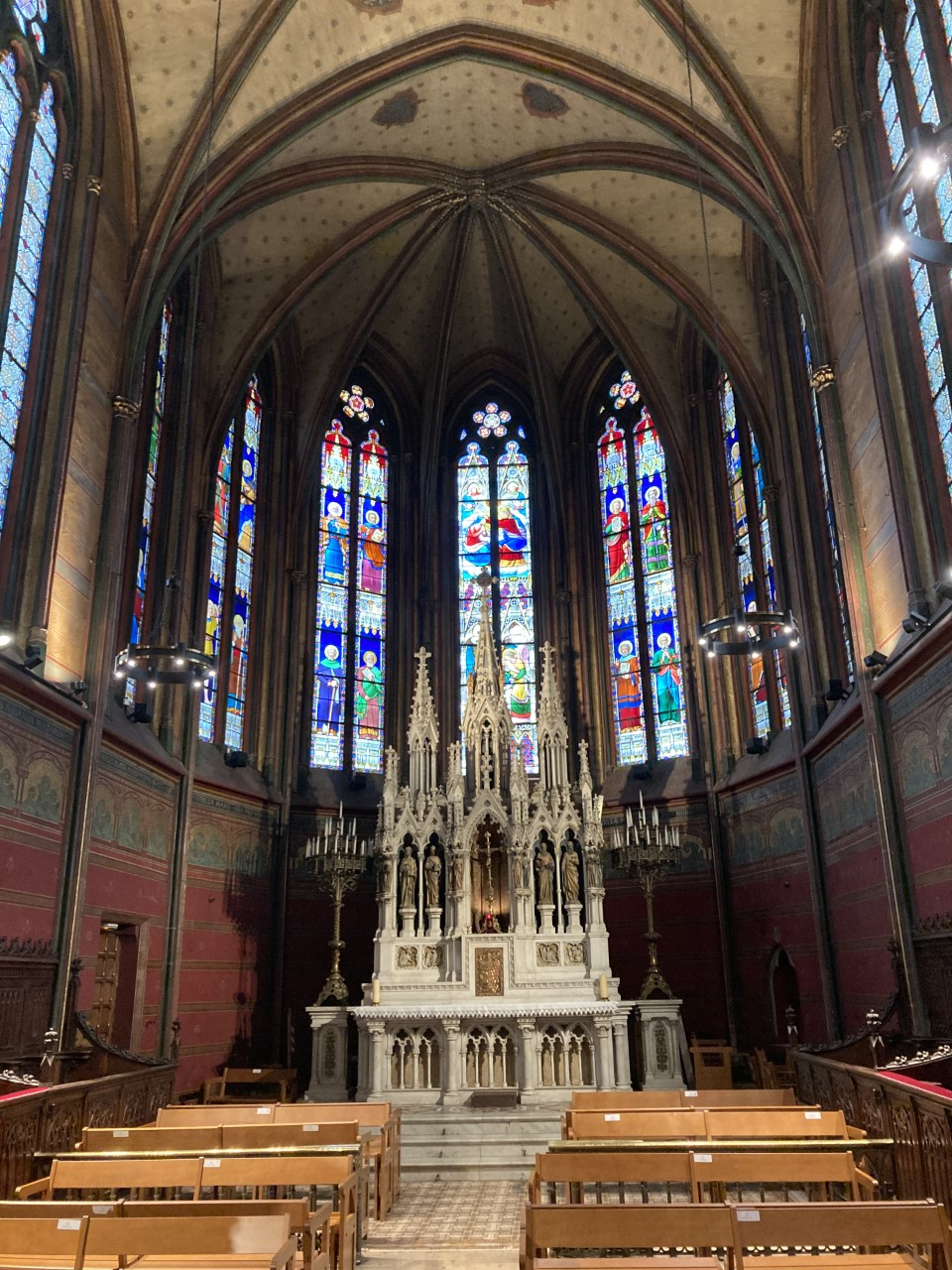
Chœur.
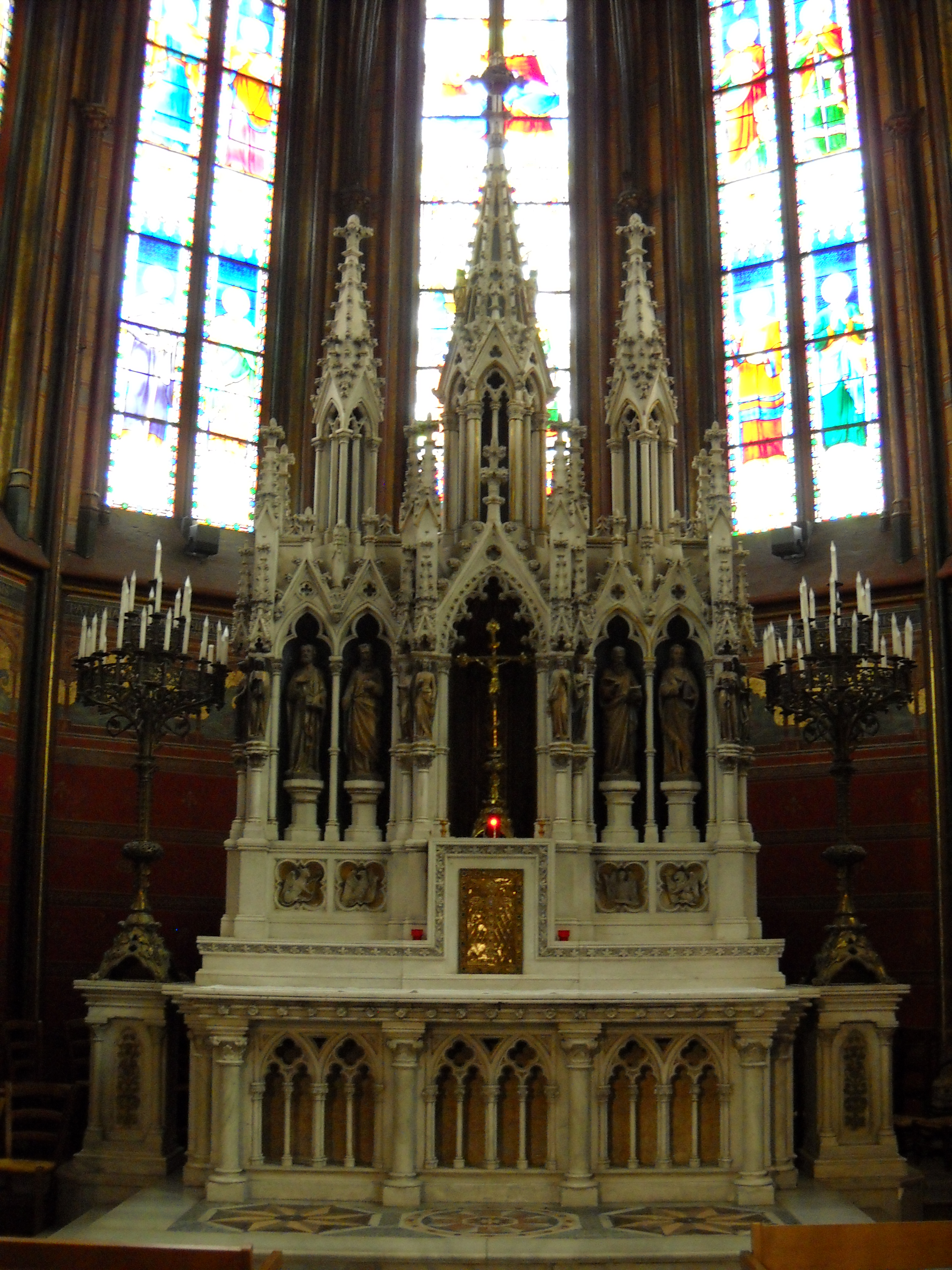
Maître-autel.
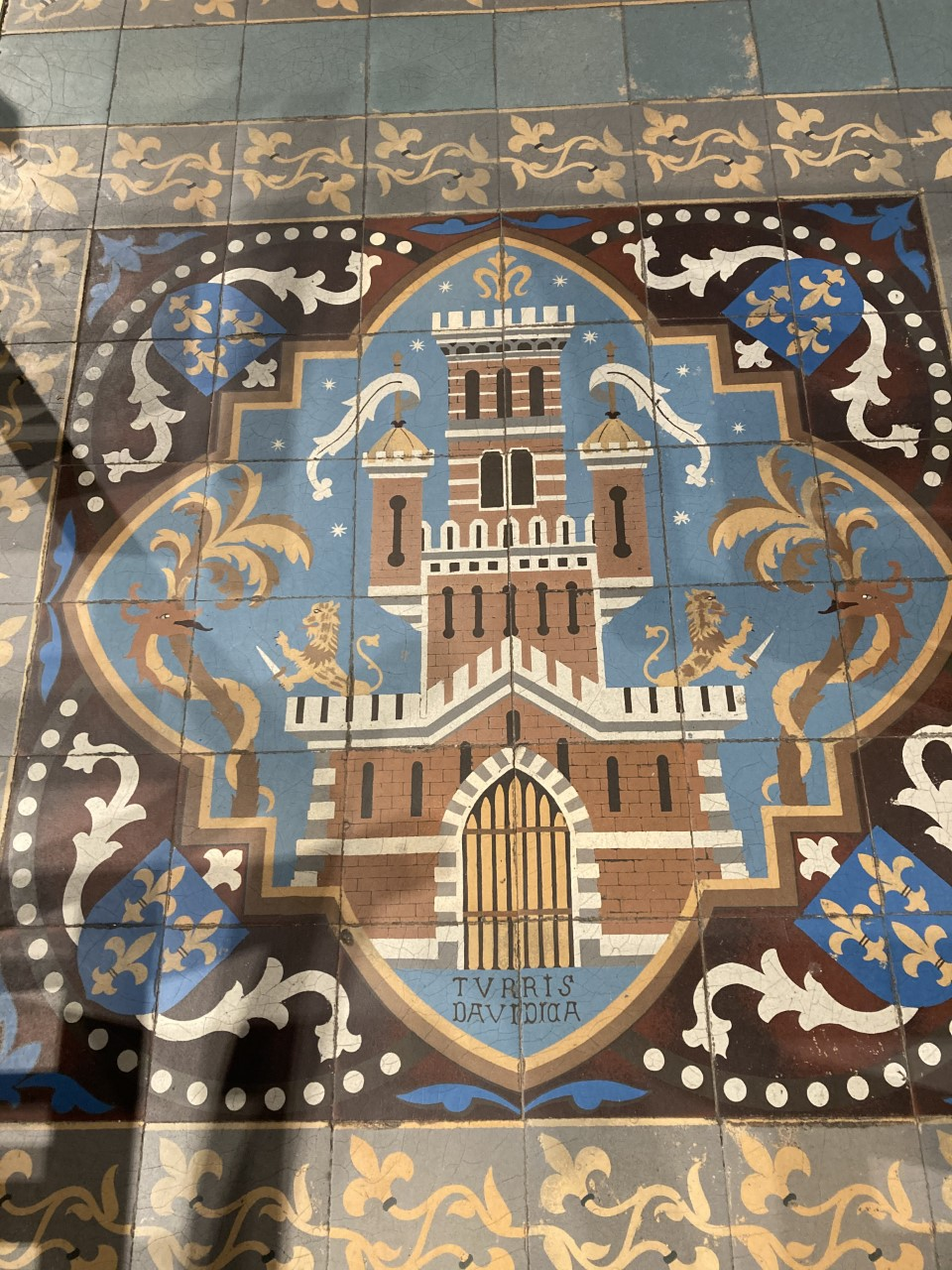
Détail du pavement : Turris Davidica.
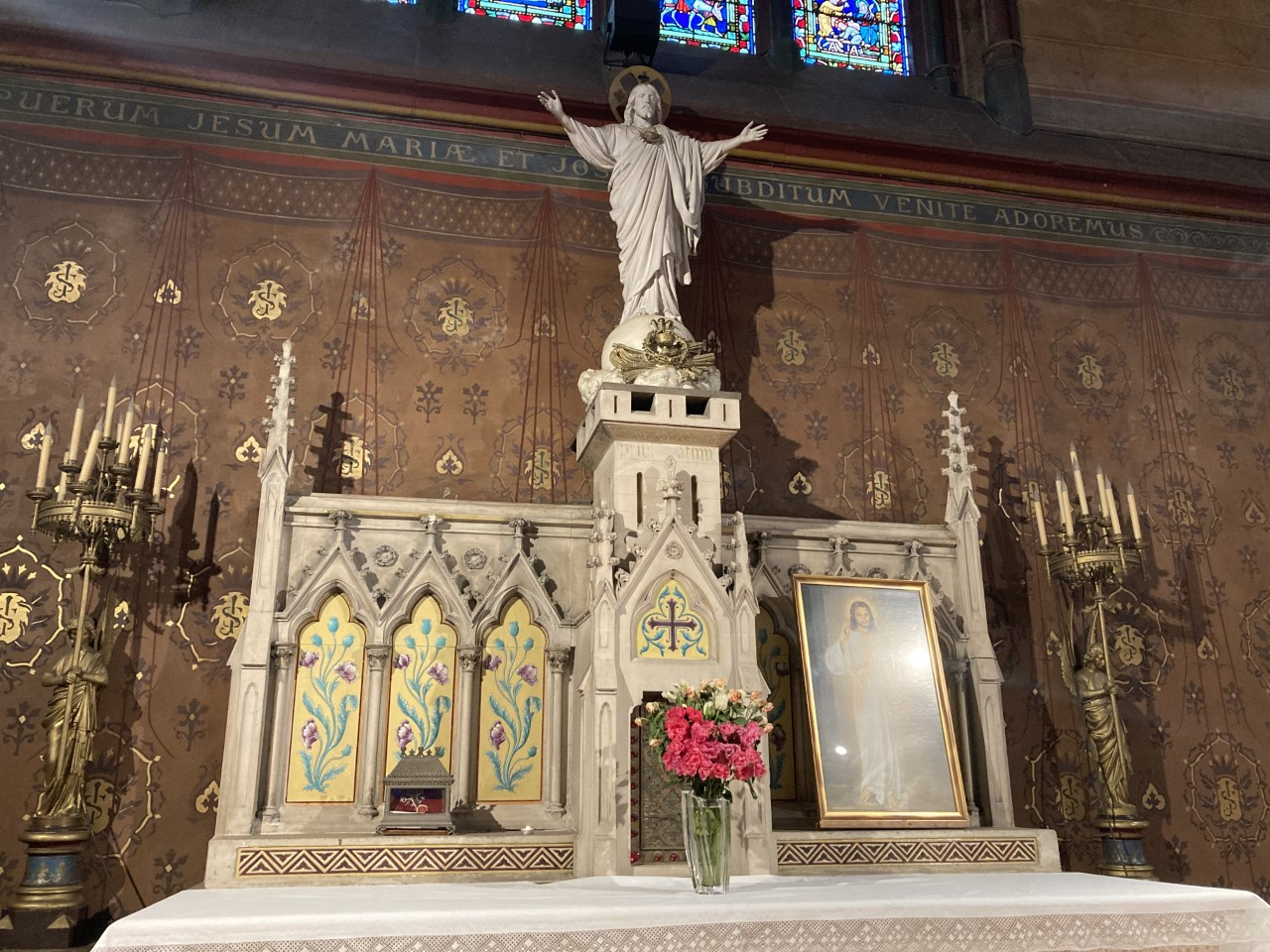
Autel du bras nord du transept.
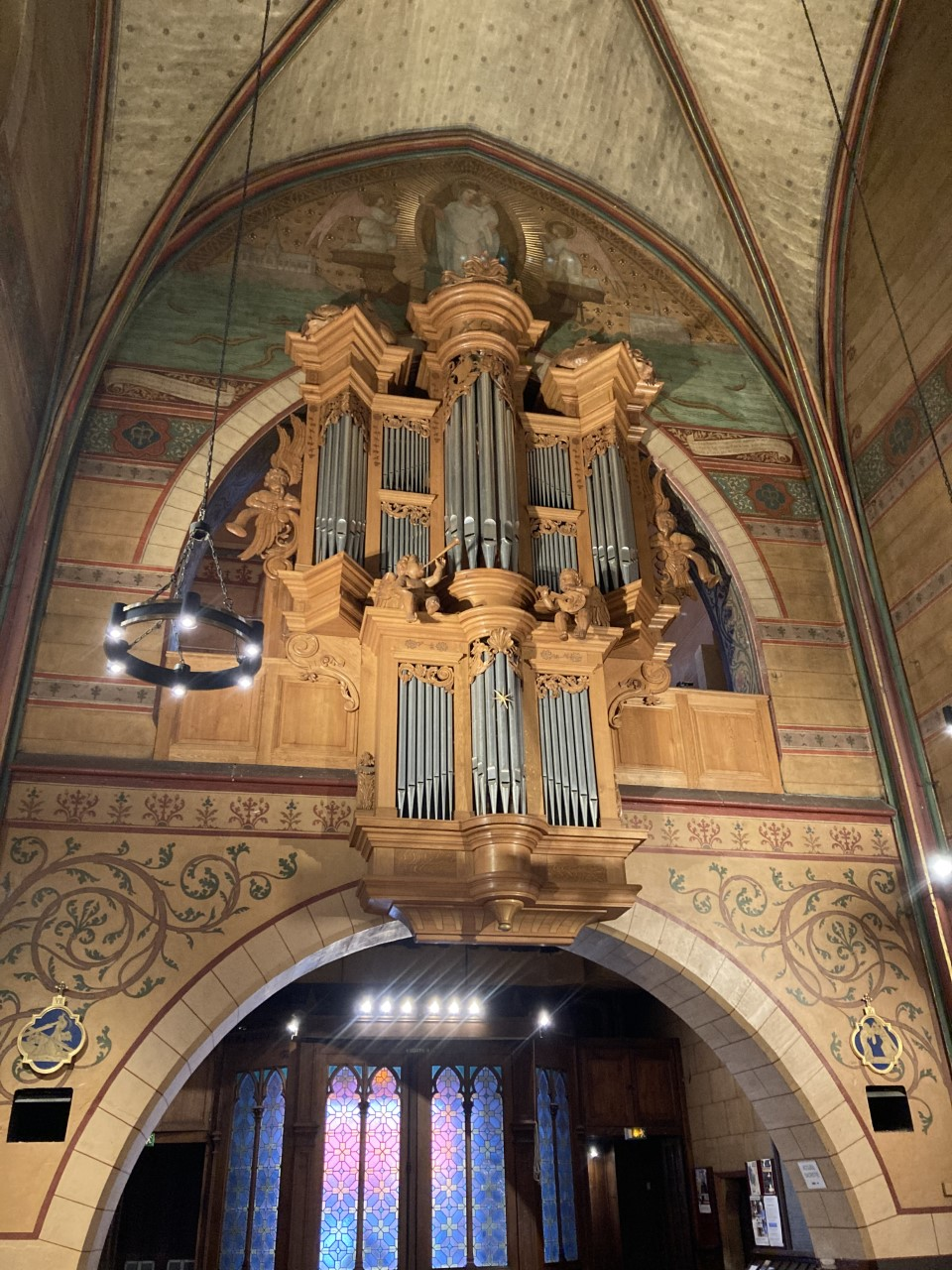
Orgue de tribune.

## La Vierge de Boulogne

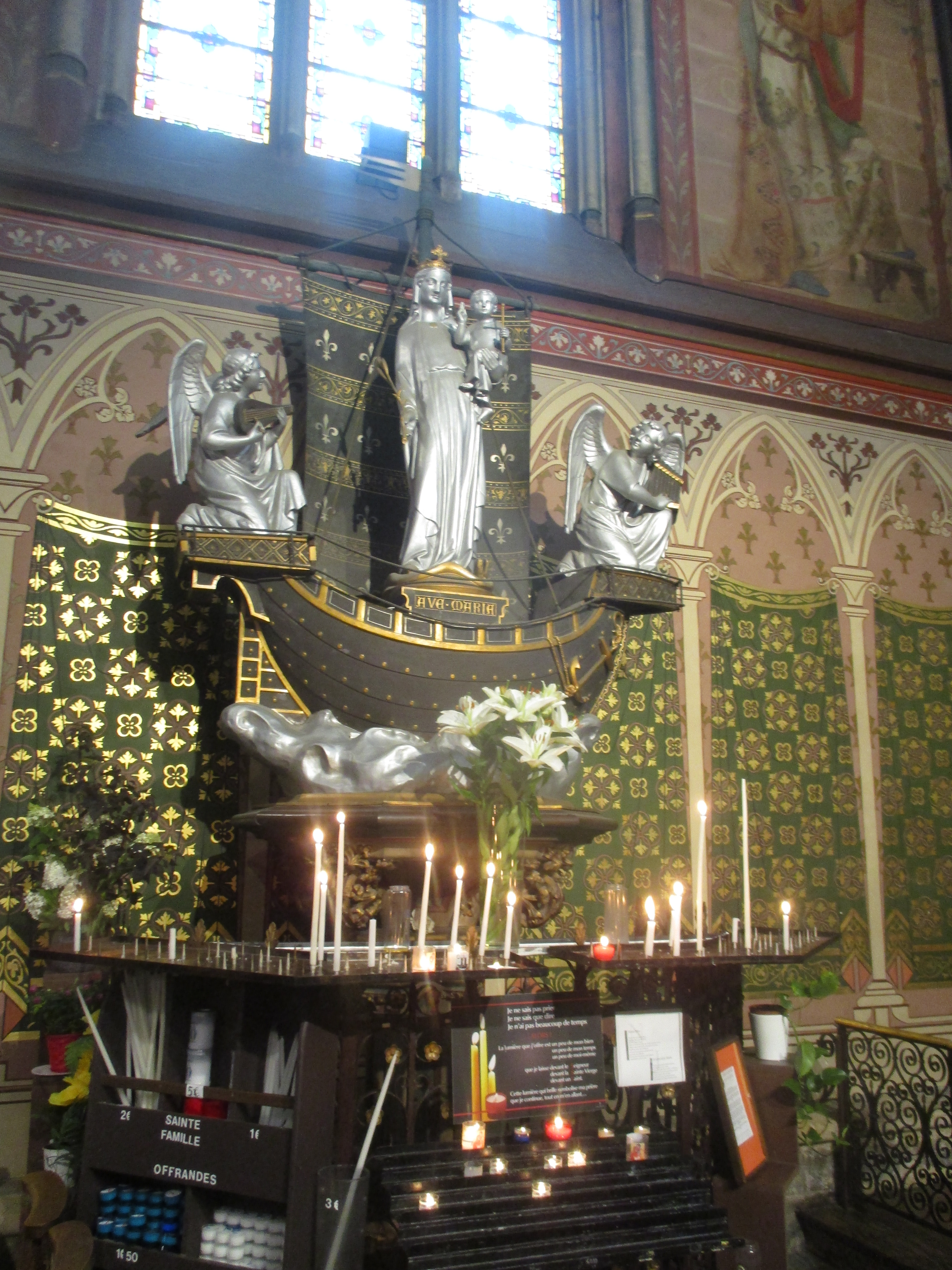
Statue de Notre-Dame de Boulogne, transept droit.

La Vierge de Boulogne, la Vierge nautonière, Notre-Dame de Boulogne et Notre-Dame du Grand Retour sont les vocables retenus pour la Vierge Marie dont une apparition aux abords de Boulogne-sur-Mer au haut Moyen Âge engendra un pèlerinage catholique qui existe encore de nos jours.
Du 28 mars 1943 au 29 août 1948, quatre statues de Notre-Dame de Boulogne, créées à l'occasion du 4e congrès marial tenu à Boulogne en 1938 et abritées à Lourdes au début de la Seconde Guerre mondiale furent transportées à travers la France, chacune selon un itinéraire différent, traversant de nombreuses paroisses. Ce  « grand retour » fut, selon Yann Celton, « sans doute un des derniers avatars d'une religion populaire collective mi-procession mi-croisade, où se mêle une ancienne pastorale de la peur et l'espoir du renouveau ».

## Note et références

### Note
1. ↑  Se dit de quelqu'un qui conduit un bateau.

## Pour approfondir